# Jaime Czarkowski
Jaime Czarkowski (* 5. Dezember 2003 in Calgary) ist eine US-amerikanisch-kanadische Synchronschwimmerin.

## Erfolge
Jaime Czarkowski wurde im kanadischen Calgary geboren, wo sie auch aufwuchs und im Alter von sechs Jahren mit dem Synchronschwimmen begann. Da ihr Vater Mark, der als Baseballspieler von den Seattle Mariners gedraftet wurde, US-Amerikaner ist, besitzt sie neben der kanadischen auch die US-amerikanische Staatsbürgerschaft. Nachdem sie auf Juniorinnenlevel zunächst Kanada international vertrat, fragte sie beim US-amerikanischen Verband bezüglich eines Wechsels an, nachdem dieser Andrea Fuentes als Trainerin verpflichtet hatte. Nach überstandenen Trials wurde sie 2021 in den US-amerikanischen Kader aufgenommen.
Sie gab 2022 sodann für die Vereinigten Staaten ihr internationales Debüt bei den Erwachsenen. In Fukuoka wurde sie ein Jahr darauf im Akrobatik-Wettkampf mit der Mannschaft Vizeweltmeisterin, im technischen Programm des Mannschaftswettbewerbs erreichte sie außerdem Rang drei. Mit der Mannschaft gewann Czarkowski bei den Panamerikanischen Spielen 2023 in Santiago de Chile die Silbermedaille hinter Mexiko. Ein Jahr darauf belegte sie bei den Weltmeisterschaften in Doha im Akrobatik-Wettkampf ebenso den dritten Platz wie im freien Programm der Mannschaftskonkurrenz.
Bei den Olympischen Spielen 2024 in Paris gehörte Czarkowski zum US-amerikanischen Aufgebot im Mannschaftswettbewerb. Während die US-Amerikanerinnen im technischen Teil mit 282,7567 Punkten das viertbeste Resultat erzielten, gelang ihnen in der Kür und der Akrobatik mit 360,2688 Punkten bzw. 271,3166 Punkten jeweils das zweitbeste Ergebnis. Damit beendeten sie den Wettkampf mit 914,3421 Punkten auf Rang zwei, hinter der dominierenden chinesischen Mannschaft mit 996,1389 Punkten, und vor Spanien mit 900,7319 Punkten. Neben Czarkowski erhielten außerdem Anita Alvarez, Megumi Field, Keana Hunter, Audrey Kwon, Jacklyn Luu, Daniella Ramirez und Ruby Remati die Silbermedaille. Mit Megumi Field startete Czarkowski außerdem auch im Duett und schloss mit ihr den Wettbewerb mit 484,7488 Punkten auf dem zehnten Platz ab.